# Frits Schalij
Frits Schalij (Weesp, 14 de agosto de 1957) es un deportista neerlandés que compitió en patinaje de velocidad sobre hielo.
Ganó dos medallas en el Campeonato Europeo de Patinaje de Velocidad sobre Hielo, plata en 1985 y bronce en 1984.

## Palmarés internacional
| Campeonato Europeo | Campeonato Europeo  | Campeonato Europeo | Campeonato Europeo    |
| Año                | Lugar               | Medalla            | Prueba                |
| ------------------ | ------------------- | ------------------ | --------------------- |
| 1984               | Larvik (Noruega)    | Medalla de bronce  | Clasificación general |
| 1985               | Eskilstuna (Suecia) | Medalla de plata   | Clasificación general |